# Aplochiton
Aplochiton es un género de peces osmeriformes de la familia Galaxiidae.

## Especies
Se reconocen las siguientes especies:
- Aplochiton marinus Eigenmann, 1928
- Aplochiton taeniatus
- Aplochiton zebra